# Daisuke Enomoto

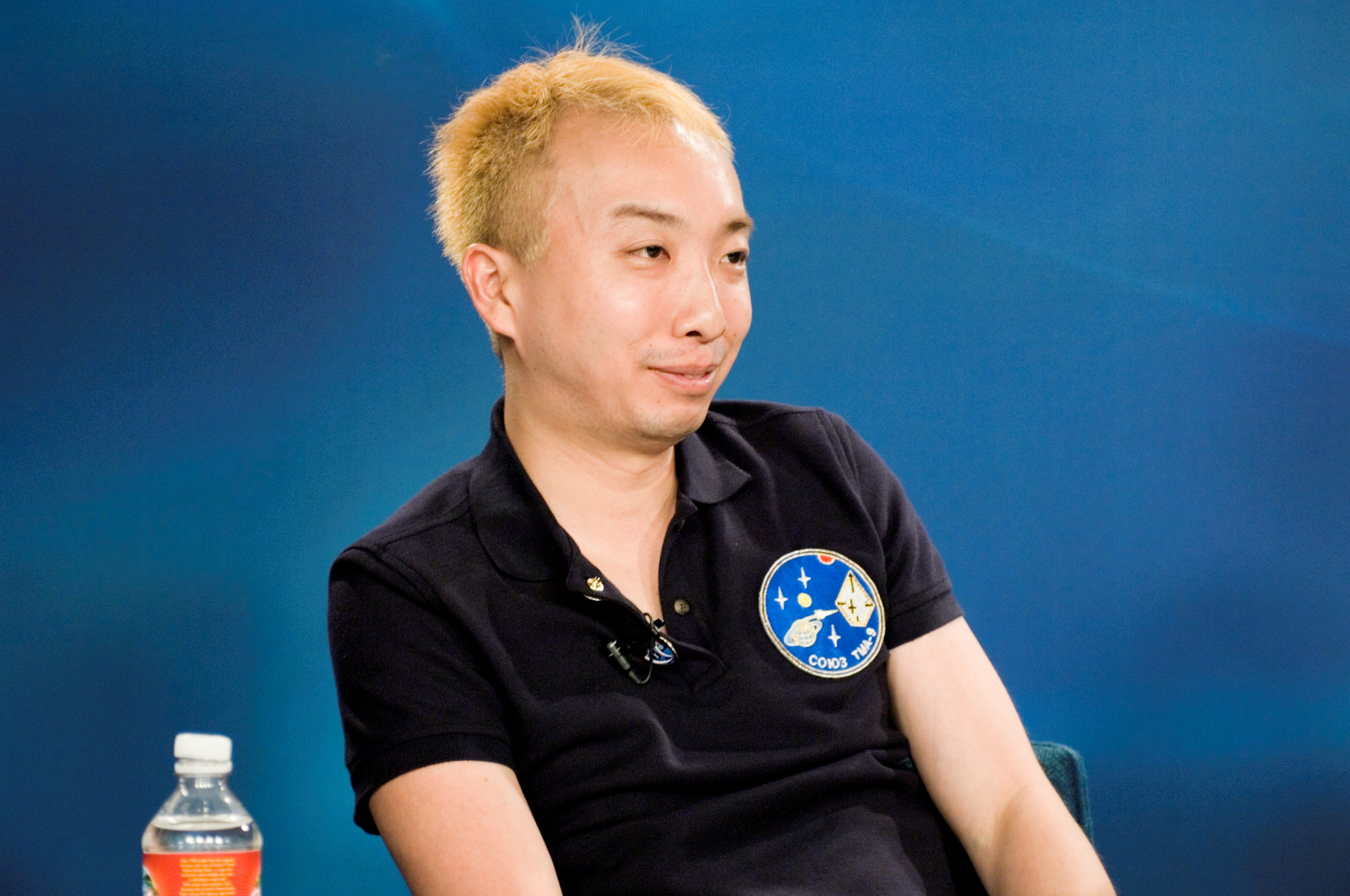
Daisuke enomoto

Daisuke Enomoto (榎本 大輔, Enomoto Daisuke), né le 22 avril 1971 à Matsudo, surnommé Dice-K, est un homme d'affaires japonais et ancien dirigeant de Livedoor. Il devait devenir le quatrième touriste de l'espace.

## Projet avorté de voyage spatial
Il s'est entraîné à la Cité des étoiles, près de Moscou, afin de s'envoler avec deux des membres de l'Expédition 14 à bord de Soyouz TMA-9, le 18 septembre 2006.
Enomoto devait être le premier touriste japonais payant son propre vol spatial, et également le premier pour l'Asie (si on considère que le journaliste Toyohiro Akiyama, qui vola à bord de Soyouz TM-11 en 1990, fut un voyageur d'affaires envoyé par Tokyo Broadcasting System). Le vol d'Enomoto devait le conduire à la Station spatiale internationale (ISS) après un décollage du cosmodrome de Baïkonour au Kazakhstan. 
Enomoto s'est fait également connaître pour son excentricité. Il a notamment révélé son intention d'effectuer une partie de son vol spatial habillé d'un costume imitant celui de Char Aznable, un des personnages de la série de dessins animés Gundam. Le nom de Char Aznable étant inspiré de celui du chanteur Charles Aznavour, il a été abusivement annoncé par les médias francophones, notamment par l'AFP, qu'un astronaute japonais avait l'intention de voler dans l'espace déguisé en Charles Aznavour.
Il a été écarté du programme le 21 août 2006, à la suite d'examens médicaux non concluants.